# Anton Wiest
Anton Wiest ( 1801 - 1835 ) fue un médico, botánico alemán, y destacado explorador sostenido por la Sociedad Unio Itineraria, de Esslingen am Neckar; que realizó extensas expediciones botánicas a Egipto.

## Algunas publicaciones

### Libros
- Gustav Schübler, Anton Wiest. 1827. Untersuchungen über die pflanzen-geographischen Verhältnisse Deutschlands: eine Inaugural-Dissertation (Estudios sobre las condiciones geográficas de plantas en Alemania: una disertación inaugural). 40 pp.

## Honores

### Epónimos
géneros
- (Asteraceae) Wiestia Sch.Bip.[1]
- (Poaceae) Wiestia Boiss.[2]

especies
- (Cyperaceae) Cyperus wiestii Steud.[3]
- (Poaceae) Avena wiestii Steud.[4]

- La abreviatura «Wiest» se emplea para indicar a Anton Wiest como autoridad en la descripción y clasificación científica de los vegetales.[5]